# Ozero Karakol'
Ozero Karakol' (kazakiska: Qaraköl, ryska: Ozero Karakol’) är en saltsjö i Kazakstan.   Den ligger i oblystet Aqtöbe, i den västra delen av landet, 900 km väster om huvudstaden Astana. Arean är 7,5 kvadratkilometer.